# Хонцишор
Хонцишор (рум. Honțișor) — село у повіті Арад в Румунії. Входить до складу комуни Гурахонц.
Село розташоване на відстані 356 км на північний захід від Бухареста, 79 км на схід від Арада, 112 км на південний захід від Клуж-Напоки, 101 км на північний схід від Тімішоари.

## Населення
За даними перепису населення 2002 року у селі проживали 372 особи. Рідною мовою 371 особа (99,7%) назвала румунську.
Національний склад населення села:
| Національність | Кількість осіб | Відсоток |
| -------------- | -------------- | -------- |
| румуни         | 357            | 96,0%    |
| українці       | 15             | 4,0%     |